# Myosotis jordanovii
Myosotis jordanovii är en strävbladig växtart som beskrevs av N. Andreev och D. Peev. Myosotis jordanovii ingår i släktet förgätmigejer, och familjen strävbladiga växter. Inga underarter finns listade i Catalogue of Life.